# Lied van de Cherubijnen
Lied van de Cherubijnen is een compositie van Krzysztof Penderecki voor koor a capella uit 1987. Het is geschreven voor de viering van de zestigste verjaardag van cellist Mstislav Rostropovitsj. De tekst komt uit het Oudkerkslavisch.

## Bron en discografie
- Uitgave Sony BMG; Warschaus Nationaal Filharmonisch Koor o.l.v. componist